# بيرثا سانشيز
بيرثا سانشيز (بالإسبانية: Bertha Sánchez) هي منافسة ألعاب القوى كولومبية، ولدت في 4 نوفمبر 1978 في بيتانيا في كولومبيا.

## وصلات خارجية
- بيرثا سانشيز على موقع الاتحاد الدولي لألعاب القوى (الإنجليزية)
- بيرثا سانشيز على موقع أوليمبيديا (الإنجليزية)